# Betsy (cântăreață rusă)
Svetlana Chertischeva (n. 27 ianuarie 2013) este o cântăreață și bloggeriță rusă. [1]
La vârsta de cinci ani, și-a deschis primul blog video, pe care părinții ei l-au ajutat să îl conducă. Primul ei videoclip a înfățișat-o mâncând fructe și interacționând cu o jucărie de pluș. [1] Tatăl ei este compozitorul Mihail Cerțișciov [ru], care scrie și toate cântecele ei. [2]
În special, cântecul ei în colaborare cu gemenii M&A "Simple Dimple Pop It Squish" a devenit viral[3] pe TikTok în 2021, cu videoclipuri despre jucării de ameliorare a stresului folosind sunetul. [4]
Alte cântece ale lui Betsy care au devenit virale pe rețelele de socializare au fost "Я тебе поставлю лайк" ("Îți voi da un like")[5][6] și "Pump It Up".
În primăvara anului 2024, ea a lansat un cântec intitulat "Я не пон" (lit. "Nu am înțeles"), care se baza pe mesajele de ură pe care le-a primit pe internet. [1][7] Ea a comentat pentru Bridge TV: "Cântecul meu este despre cei care mă urăsc și le răspund că nu înțeleg ceea ce spui și că nu vei reuși (să mă taci) pentru că am propria mea opinie, iar (opinia mea) este mai importantă decât opinia unui hater⁠(d)." Tatăl ei a adăugat: "(Ceea ce vrem să spunem în acest cântec) este că, în ciuda urii, suntem întotdeauna gata să mergem mai departe și să facem ceea ce ne place și vedem că (cântecele noastre) rezonează (cu oamenii), atât pozitiv, cât și negativ". În iulie, a fost lansat un videoclip muzical pentru cântec. A fost regizat de Rodion Chistyakov, care a explicat: "În acest videoclip, avem trei oameni care, ca să spunem așa, nu le plac copiii: un cartof de canapea de vârstă mijlocie, un hipster și o profesoară". Videoclipul a avut-o în rolul principal și pe sora mai mică a lui Betsy, Suzy, și a prezentat un dans pe care Betsy l-a inventat ea însăși. [5]
În octombrie 2024, ea și vedeta TV Maria Yankovskaya au lansat single-ul "Sigma Boy", care a devenit viral pe aplicațiile de socializare precum TikTok și a intrat în topuri pe Spotify, YouTube, Shazam și iTunes. [19] Melodia a fost în fruntea listei de redare Global Viral Hits de la Spotify. [23]

## Discografie
Singles
Titlu	An
"Первоклашка" ("Elev de clasa întâi")	2020
"Я тебе поставлю лайк" ("Îți voi da un like")
"Жабий бас" ("Broască bas")
"Voi pune like-uri pe tine" (Remix)	2021
"Simple Dimple Pop It Squish"
"Măr de aur"
"Фрэнк" ("Frank")
"Pompează-l"
"Электрощиток" ("Panou electric")	2022
"Capybara"
"Bandit" a.k.a. "А-я-я" ("A-ya-ya")	2023
"Ла-ла" ("La La")
"1 septembrie (acesta este gunoi)"
(lit. "1 septembrie (este groază absolută)')
"Pisicuțe"
"Я подпишусь" ("Mă voi abona")
"Я тебя тюптю" ("Te-am țesut")	2024
"Я не пон" (lit. "Nu am înțeles"')
"Это мама моя" ("Este mama mea")
(din Moonzy. Homecoming orig. coloana sonoră)
"Sigma Boy" (cu Maria Yankovskaya)
"Sigma Boy" (Remix)